# Diego Mosna

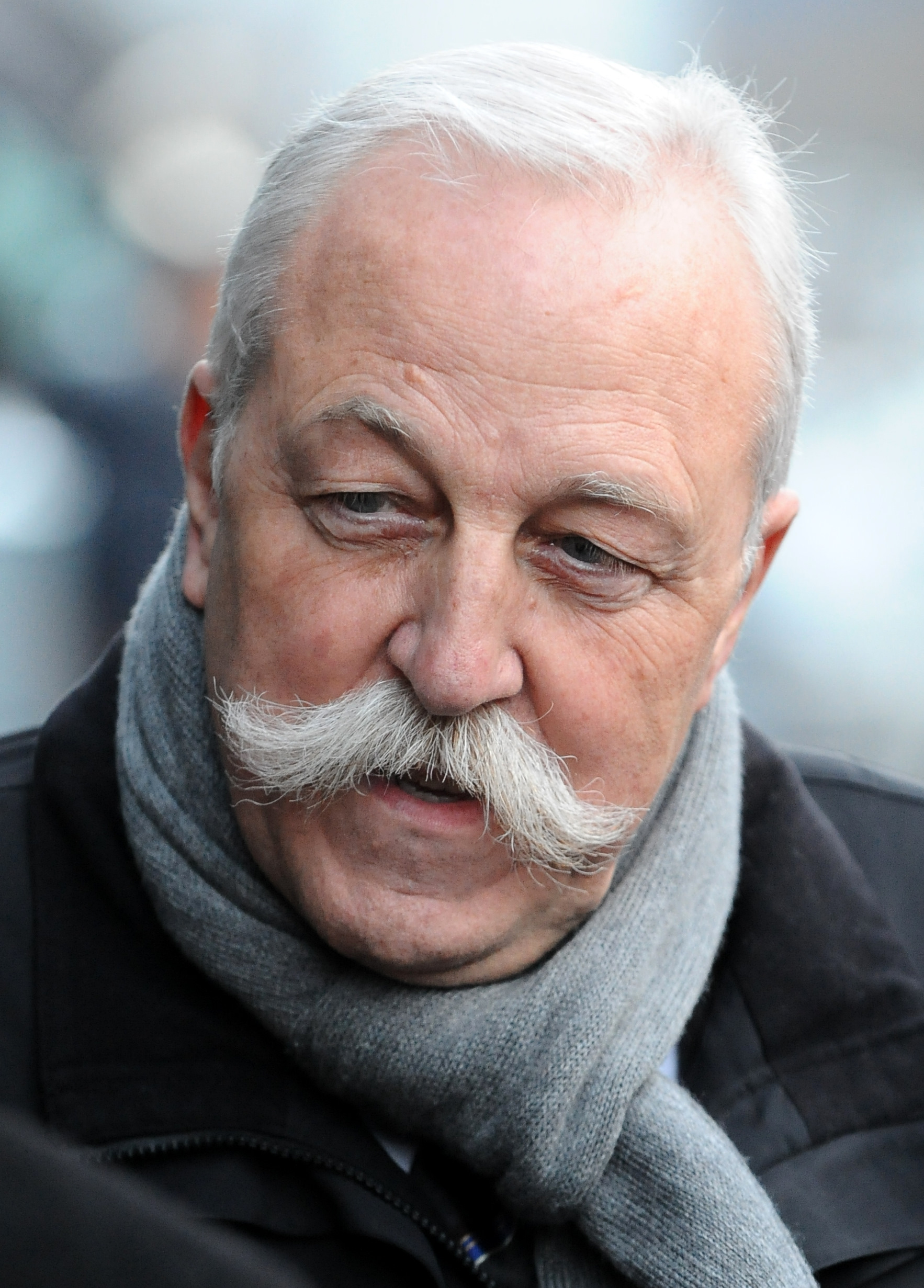
Diego Mosna, 2013

Diego Mosna (* 21. Februar 1948 in Trient) ist ein italienischer Papierunternehmer, Sportfunktionär und parteiunabhängiger Politiker. Mit kurzer Unterbrechung ist er seit 2004 Präsident der italienischen Volleyball-Liga und seit 2013 Abgeordneter des Trentiner Landtags.

## Unternehmer
In den 1970ern begann Mosna mit dem Import von Druckmaschinen aus den USA. 1978 konzentrierte er sich mit Gründung seiner Diatec Cles SpA auf die Produktion von Bilderdruckpapier. Vom trentinischen Cles aus expandierte das Unternehmen durch mehrere Übernahmen in Italien und Frankreich und etablierte sich sukzessive auf den europäischen Märkten. 2003 übernahm Diatec die Schweizer Sihl AG, Weltmarktführerin für Digitaldruckpapiere. Das Unternehmen hat derzeit rund 1.100 Mitarbeiter.
Für seine unternehmerische Tätigkeit wurde Mosna 2010 von Staatspräsident Napolitano zum Ritter der Arbeit, (italienisch Cavaliere del Lavoro) ernannt. Zuvor war er bereits 2004 Finalist für den durch Ernst & Young verliehenen Preis des italienischen Entrepreneurs des Jahres. 2006 wurde er zudem in den Verwaltungsrat des Forschungsinstitutes Fondazione Bruno Kessler berufen. 2008 wurde er zum „Trentiner des Jahres“ gewählt, 2009 erhielt er den Aquila di San Venceslao, die höchste zivile Auszeichnung der Provinz Trient.

## Sportfunktionär

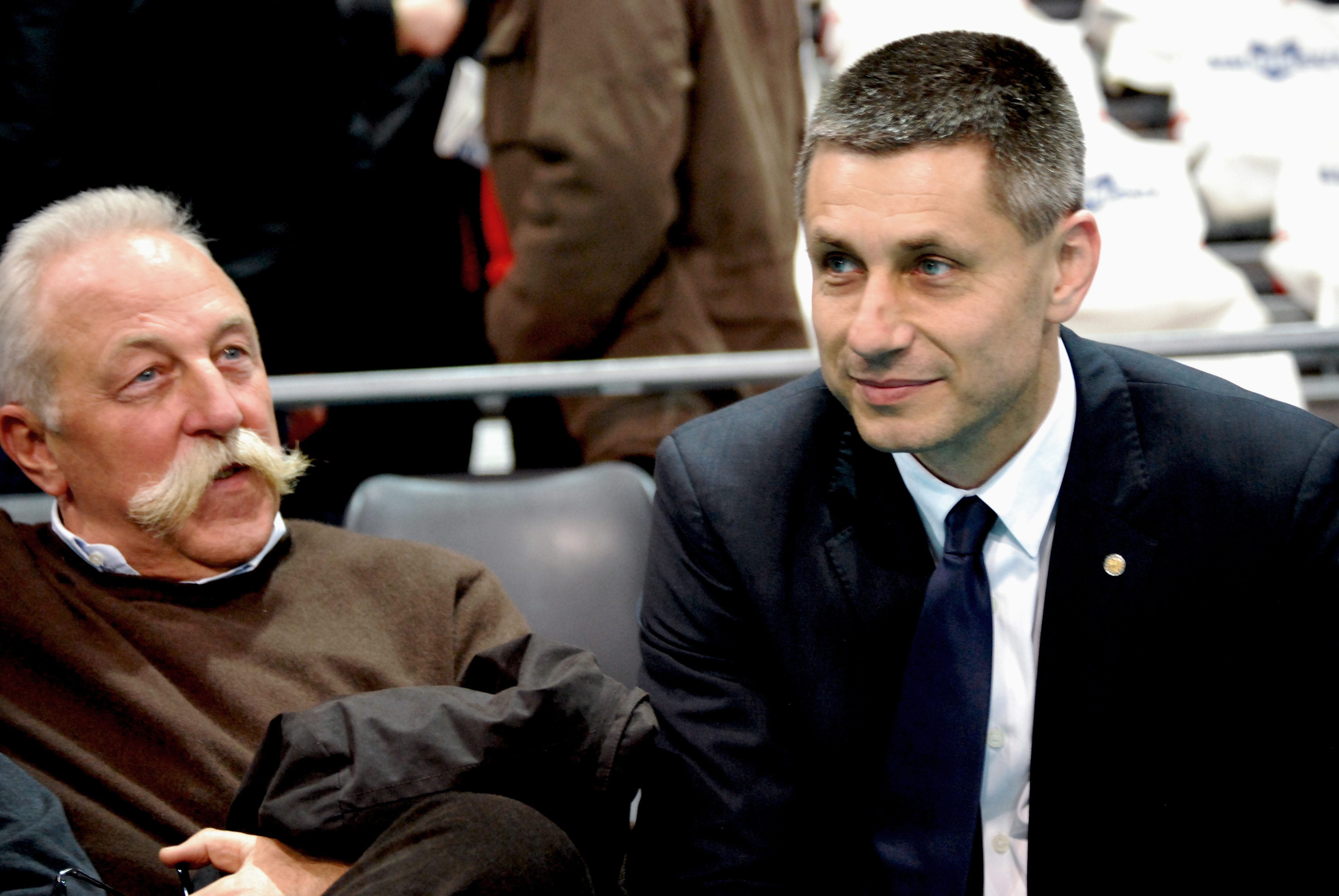
Mosna 2011 mit dem späteren bulgarischen Nationalcoach Radostin Stojčev

Im Jahr 2000 unterstützte Mosnas Unternehmen Diatec als Hauptsponsor die Neugründung des Volleyballclubs Trentino Volley, der vom finanziell gescheiterten Club Porto Ravenna Volley die Erstligalizenz übernahm. Unter Mosnas Präsidentschaft entwickelte sich Trentino Volley zum alljährlichen Titelanwärter und internationalen Spitzenclub. 
2004 wurde Mosna zum Präsidenten der italienischen Volleyball-Liga gewählt. Aufgrund einer Meinungsverschiedenheit um die Ligazulassung des Clubs Pallavolo Pineto trat er im September 2009 zurück, übernahm das Amt aber bereits im Juni 2010 von Neuem.

## Politik
2013 bewarb sich Mosna mit einer Koalition verschiedener liberaler Bürgerlisten für das Amt des Trentiner Landeshauptmanns. Für den Fall des Wahlerfolgs hatte er angekündigt, seine Ämter in der Volleyball-Liga niederlegen zu wollen. Auf eine Zusammenarbeit mit Forza Trentino konnte er sich nicht verständigen, damit kam es nicht zu einem gemeinsamen Mitte-rechts-Block.
Bei den Landtagswahlen am 27. Oktober 2013 unterlag er daher Ugo Rossis Mitte-links-Koalition mit nur 19,28 % der Stimmen erwartungsgemäß klar. Jedoch wurde er zum Vizepräsidenten des Trentiner Landtags gewählt.